# Святой Вальтеоф

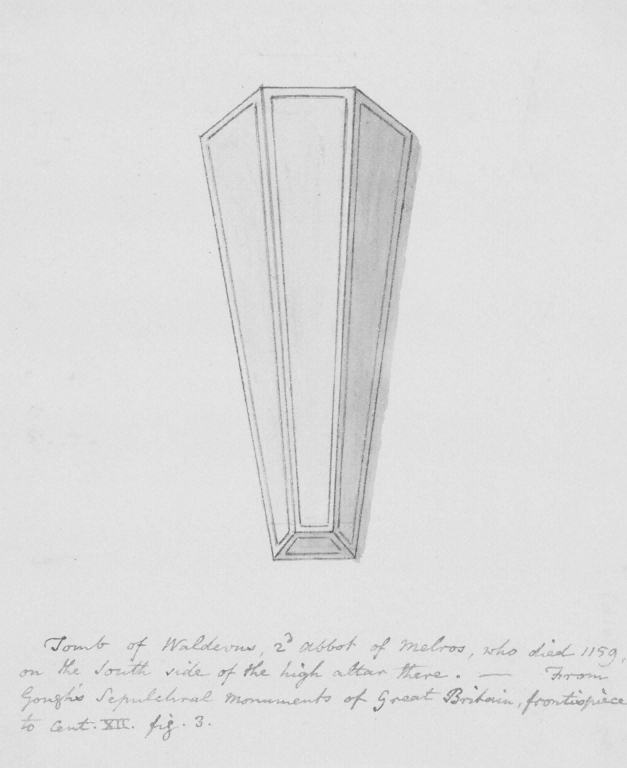
Гроб святого Вальтеофа

Вальтеоф (англ. Waltheof, Waldef, Waldeve; ок. 1095 — 1159) — английский святой, аббат и небесный покровитель монастыря Мелроуз в Шотландии.

## Биография
Вальтеоф происходил из знатной англо-нормандской семьи. Он был младшим сыном Симона де Санлиса, 1-го графа Нортгемптона, и Матильды Хантингдонской, единственной дочери Вальтеофа, последнего англосаксонского эрла, казнённого Вильгельмом Завоевателем в 1076 году. Вторым мужем Матильды в 1113 году стал шотландский принц Давид (с 1124 года — король Шотландии Давид I).
Избрав духовную карьеру, Вальтеоф между 1128 и 1131 годами поступил в Ностельский монастырь с целью стать августинским каноником. Вскоре он уже стал приором Киркхэмского монастыря в Северном Йоркшире. После смерти архиепископа Йоркского Турстана в 1140 году Вальтеоф был избран его преемником. Однако король Стефан отверг кандидатуру Вальтеофа, возможно не желая, чтобы на этот важнейший в политическом отношении пост в Северной Англии был назначен пасынок шотландского короля Давида — одного из главных противников Стефана в разгоравшейся в Англии гражданской войне. После нескольких лет борьбы за пост архиепископа, Вальтеоф признал своё поражение и удалился в 1143 году в цистерцианский монастырь Риво. Спустя пять лет он стал аббатом недавно основанного аббатства Мелроуз в Южной Шотландии — дочернего монастыря Риво. До конца своей жизни, последовавшей в 1159 году, Вальтеоф оставался аббатом Мелроуза и много сделал для развития этого монастыря, вскоре превратившегося в один из важнейших и наиболее влиятельных в Шотландии.
После смерти Вальтеофа распространились слухи о его святости. Уильям, преемник Вальтеофа на посту аббата Мелроузского монастыря, противился распространению этого культа, однако это вызвало недовольство монахов и пилигримов, и в апреле 1170 года Уильям отказался от руководства аббатством. Вновь избранный аббат Жоселин стал оказывать поддержку распространению культа Вальтеофа. В «Мелроузской хронике» под 1170 годом содержится сообщение о том, что была вскрыта могила Вальтеофа и обнаружилось, что его останки не подвержены тлену. Это было воспринято как доказательство святости Вальтеофа, а Мелроуз приобрёл в его лице своего небесного покровителя.
День Святого Вальтеофа празднуется в Англии и Шотландии 3 августа. Он считается патроном Мелроузского аббатства и графства Нортгемптоншир.